# Metriotrachelus festivus
Metriotrachelus festivus là một loài bọ cánh cứng trong họ Attelabidae. Loài này được Klug miêu tả khoa học năm 1833.